# Marina ghiesbreghtii
Marina ghiesbreghtii är en ärtväxtart som beskrevs av Rupert Charles Barneby. Marina ghiesbreghtii ingår i släktet Marina och familjen ärtväxter. Inga underarter finns listade i Catalogue of Life.